# الايج
الايج وتلفظ ايتش أكلة سورية تشتهر في حلب وهي من مقبلات المطبخ الحلبي العريق وتعرف الايج كذلك في بعض المناطق السورية وتقدّم كمقبلات.

## مكونات
تتكوّن الايج من البرغل، البصل، النعناع، الزيتون، دبس الرمان، عصير الليمون الحامض، المعجون الحر، الفلفل والملح.
تحتوي وجبة الايج (200غ تقريباً) على المعلومات الغذائية التالية:
- السعرات الحرارية: 425
- الدهون: 12
- الدهون المشبعة: 2
- الكوليسترول: 0
- الكاربوهيدرات: 74
- البروتينات: 10

## وصلات خارجية
- وصفة الايج مع معلوماتها الغذائية